# Voto
Voto egy község Spanyolországban, Kantábria autonóm közösségben. Voto Colindres, Limpias, Ampuero, Rasines, Ruesga, Solórzano, Hazas de Cesto és Bárcena de Cicero községekkel határos. Lakosainak száma 2945 fő (2024).

## Népesség
A település népessége az elmúlt években az alábbi módon változott:
| Lakosok száma | 2221 | 2279 | 2386 | 2664 | 2798 | 2751 | 2716 | 2724 | 2876 | 2945 |
|               | 2001 | 2004 | 2007 | 2009 | 2012 | 2014 | 2017 | 2019 | 2022 | 2024 |